# Bootsführer

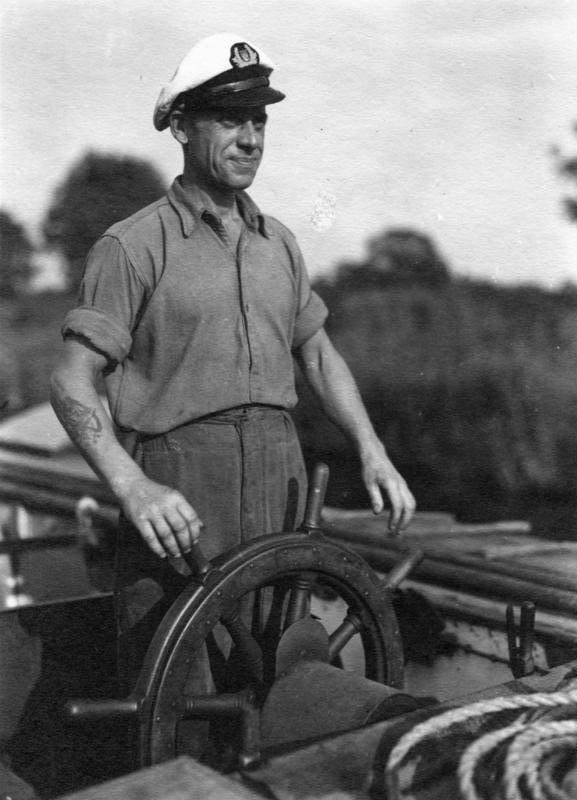
Schiffsführer eines Binnenschiffes (1947)

Ein Boots- oder Schiffsführer ist allgemein die für ein Wasserfahrzeug verantwortliche Person. Als solcher ist der für den sicheren Betrieb des Wasserfahrzeuges verantwortlich und ist Inhaber der sogenannten Bordgewalt.
Je nach Fahrgebiet ob nun Binnen, Küste oder See und dem Wasserfahrzeugtyp bestehen für Schiffs- oder Bootsführer unterschiedliche Regelungen und Bezeichnungen:
- Kapitän (englisch Captain oder Master) für Handelsschiffe auf See. Er ist im Regelfall die vom Reeder bestimmte verantwortliche Person zur Führung des Schiffes und Inhaber eines entsprechenden Befähigungszeugnis (Kapitänspatent).[1]
- Kommandant (englisch Commanding Officer) ist die für Kriegsschiffe vom Flaggenstaat bestellte verantwortliche Person. Meist handelt es sich um einen Offizier, seltener Unteroffizier der Streitkräfte.[2]
- Schiffsführer nach der Binnenschifffahrtsstraßen-Ordnung die Verantwortliche Person für eine Schiff oder Boot auf deutschen Binnengewässer.[3]
- Bootsführer für Beiboote größerer Schiffen oder Boote von Behörden und Organisationen mit Sicherheitsaufgaben. Hierzu gehören auch die Sportboote für den Freizeitgebrauch oder die gewerbliche Nutzung, wobei der Bootsführer hier oft Skipper genannt wird. Für kleinere Boote ist dabei oft kein Befähigungszeugnis oder ein Sportbootführerschein See bzw. Sportbootführerschein Binnen erforderlich.[4]